# Tótvázsony

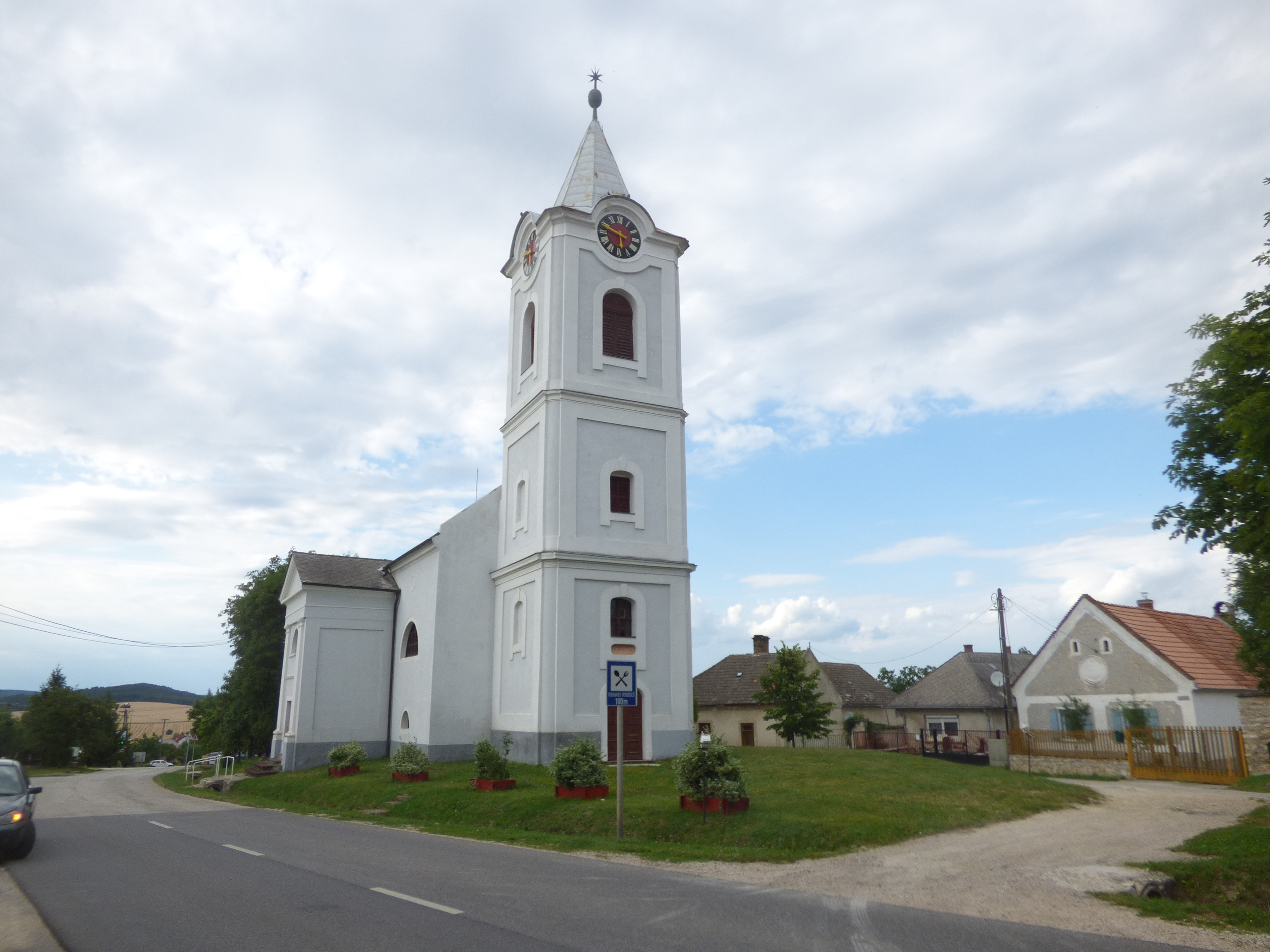
Kostel v Tótvázsony

Tótvázsony [tótvážoň] (německy Totwaschon) je obec v Maďarsku v župě Veszprém, spadající pod okres Veszprém. Nachází se asi 12 km jihozápadně od Veszprému. V roce 2015 zde žilo 1 329 obyvatel. Dle údajů z roku 2011 tvoří 91,3 % obyvatelstva Maďaři, 6,7 % Němci, 0,6 % Romové a 0,2 % Chorvati, přičemž 8,4 % obyvatel se ke své národnosti nevyjádřilo.

## Sousední obce
| Růžice kompasu | Úrkút       | Szentgál   | Nemesvámos    | Růžice kompasu |
| Růžice kompasu | Nagyvázsony | Sever      | Hidegkút      | Růžice kompasu |
| Růžice kompasu | Nagyvázsony | Tótvázsony | Hidegkút      | Růžice kompasu |
| Růžice kompasu | Nagyvázsony | Jih        | Hidegkút      | Růžice kompasu |
| Růžice kompasu | Barnag      | Pécsely    | Balatonszőlős | Růžice kompasu |